# Władimir Sieriogin
Władimir Siergiejewicz Sieriogin (ros. Владимир Сергеевич Серёгин, ur. 7 lipca 1922 w Moskwie, zm. 27 marca 1968 w obwodzie włodzimierskim) – radziecki lotnik wojskowy, Bohater Związku Radzieckiego (1945).

## Życiorys
Skończył 10 klas, w 1940 ochotniczo wstąpił do Armii Czerwonej, w 1943 ukończył wojskową szkołę pilotów w Tambowie, od października 1943 walczył w wojnie z Niemcami. Był szeregowym pilotem, później prowadził grupy od 4 do 8 samolotów, walczył na Ukrainie, w Mołdawii, Rumunii, Bułgarii, Jugosławii, na Węgrzech i w Austrii. W walkach nad Balatonem został ranny. Podczas wojny wykonał ok. 200 lotów bojowych, stoczył 19 walk powietrznych i strącił 3 samoloty wroga. W momencie zakończenia wojny był starszym lotnikiem 672 pułku lotnictwa szturmowego 306 Dywizji Lotnictwa Szturmowego 10 Korpusu Lotnictwa Szturmowego 17 Armii Powietrznej 3 Frontu Ukraińskiego. Od 1945 należał do WKP(b). W 1953 ukończył Wojskowo-Powietrzną Akademię Inżynieryjną im. Żukowskiego i podjął pracę w Instytucie Doświadczalnym Sił Wojskowo-Powietrznych jako lotnik doświadczalny, w maju 1958 otrzymał rangę lotnika-badacza 2 klasy, a w 1967 1 klasy. Był pilotem o nalocie ponad 4 tysiące godzin. 27 marca 1968 jako dowódca pułku lotniczego zginął w wypadku lotniczym wraz z Jurijem Gagarinem. Urnę z jego prochami pochowano na Cmentarzu przy Murze Kremlowskim. Jego imieniem nazwano ulice w Moskwie i innych miastach.

## Odznaczenia
- Złota Gwiazda Bohatera Związku Radzieckiego (29 czerwca 1945)
- Order Lenina (29 czerwca 1945)
- Order Czerwonego Sztandaru (dwukrotnie)
- Order Wojny Ojczyźnianej I klasy
- Order Wojny Ojczyźnianej II klasy
- Order Czerwonej Gwiazdy (czterokrotnie)

I medale.